# Profetia (film)
Profetia är en dansk dramafilm från 2009. Den regisserades av Johan Melin i samarbete med the Good Army. Profetia är uppföljaren till Johan Melins prisade spelfilmsdebut Preludium från 2008.
Filmen blev samtidigt med biopremiären gjord tillgänglig på både DVD och VOD.

## Medverkande
- Sofie: Anette Karlsen
- Ruth Popovic: Anna Fabricius
- Lars Hviid: Lai Yde Holgaard
- Tom: Anders Hove
- Johnny: Christoffer Svane
- Sanne:  Sanna Thor
- Casper: Nicolai Faber
- Eva: Patricia Schumann